# Ganryu (jeu vidéo)
Pour les articles homonymes, voir Ganryu.
Ganryu ou Musashi Ganryuki (武蔵厳流記) au Japon, est un jeu vidéo du type beat them all développé par Visco et édité par SNK en 1999 sur Neo-Geo MVS (NGM 252),,. Depuis 2020 le jeu est sous licence PixelHeart et bénéficie d'une réédition sur Dreamcast et Neo-Geo (AES, MVS et CD)
En 2022, une suite intitulée Ganryu 2: Hakuma Kojiro sort sur Nintendo Switch et PlayStation 4. Cette suite est développée par Storybird Studio et éditée par Just for Games et PixelHeart.

## Système de jeu
Ganryu est un jeu d’action et de plateforme à défilement horizontal qui s’inscrit dans la tradition des hack and slash des années 1990, rappelant des titres comme Shinobi et Strider. Le joueur peut incarner Miyamoto Musashi ou Suzume, chacun ayant des caractéristiques distinctes : Musashi privilégie la force brute au détriment de l’agilité, tandis que Suzume est rapide et polyvalente mais moins puissante. L’histoire suit leur quête pour sauver Otsu, capturée par un clan de ninjas maléfiques dirigé par le ressuscité Sasaki Kojirō, qui agit comme principal antagoniste. Chaque niveau se termine par un affrontement contre l’une des créations de Kojirō.
Le jeu se compose de cinq niveaux situés dans un Japon féodal. Bien qu’ils suivent une progression linéaire, ces environnements regorgent de passages secrets et de chemins alternatifs, invitant les joueurs à explorer pour découvrir des récompenses. Parmi ces bonus figurent des objets de soin (comme des onigiris ou des takoyakis) et de la monnaie (ryō) qui augmente le score. Les coffres dispersés dans les niveaux contiennent également des armes secondaires et des items utiles.
Le gameplay, exigeant et varié, combine combat, plateformes et exploration. Les joueurs doivent jongler entre esquives, attaques et utilisation stratégique du grappin, qui sert à se déplacer ou à attaquer à distance. Une attaque spéciale peut être déclenchée après un temps de chargement, mais elle expose le personnage aux dangers. Les joueurs disposent d’un nombre limité de vies, et une fois celles-ci épuisées, ils doivent insérer de nouveaux crédits pour continuer.
Le mode principal est conçu pour un joueur, mais un mode coopératif alterné permet à deux participants de se relayer après la mort de l’un d’eux. Enfin, grâce à un système de sauvegarde via carte mémoire, il est possible de reprendre la partie à partir du dernier niveau atteint, une fonctionnalité rare pour son époque.